# ربایش و قتل محمد ابوخضیر
ربایش و قتل محمد ابوخضیر عنوان رخدادی تروریستی در اورشلیم بود که در خلال آن، محمدحسین ابوخضیر، نوجوان فلسطینی، در اوایل صبح ۲ ژوئیه ۲۰۱۴ (میلادی) با زور از خیابانی در محله شعفاط بیت‌المقدس شرقی ربوده می‌شود و چند ساعت بعد، جسد سوزاده‌شده وی، در جنگل اورشلیم، توسط پلیس اسرائیل یافت می‌شود. شواهد پلیس حاکی از این بود که ابوخضیر توسط ربایندگان، شکنجه و در حالیکه وی هنوز زنده بوده‌است، سوزانده شده‌است که همین کار نیز علت مرگ وی معرفی شد.
عاملان قبل از سوزاندن به وی بنزین خورانده بودند،میزان سوختگی وی ۹۰ درصد بوده است.

## عاملان
قوی‌ترین نظریه پلیس اسرائیل در خصوص این جنایت، انتقام‌گیری از رخداد ربایش و قتل سه نوجوان اسرائیلی بوده‌است. بنیامین نتانیاهو در واکنش به این اقدام، مردم را به پیروی از قانون فراخواند. حماس نیز در بیانیه‌ای، خبر از انتقام‌گیری این قتل داد.
۴ روز بعد، پلیس اسرائیل، ۶ یهودی ساکن اسرائیل را در ارتباط با این قتل بازداشت کرد. با بازجویی‌های بعمل‌آمده، در نهایت، ۳ نفر از آن‌ها اعتراف کرده و مجرم شناخته شدند و ۳ نفر دیگر با وجود آنکه از موضوع مطلع بودند، ولی به دلیل دست نداشتن در قتل، آزاد شدند.

## واکنش ها

تصویری از پوستر او در سالگرد قتل

بان کی مون، این قتل را یک اقدام نفرت‌انگیز خواند و کاترین اشتون نیز از گسترش خشونت ابراز نگرانی کرد.
این رخداد با محکومیت گسترده‌ای توسط دولت اسرائیل و رسانه‌های این کشور روبرو شد و خانواده‌های ۳ نوجوان اسرائیلی که پیش از این به قتل رسیده بودند، با خانواده محمد ابوخضیر، اعلام همدردی کردند. این در حالی است که در همان روز، یک نوجوان فلسطینی دیگر در کمپ آوارگان جنین توسط نیروهای دفاعی اسرائیل کشته شد و اعلام این خبر، با واکنش مثبت رسانه‌های اسرائیلی روبرو شد و انتشار این خبر در فیسبوک، با استقبال اسرائیلی‌ها مواجه شد.
پدر مقتول، پلیس اسرائیل را در تأخیر چندساعته در خصوص شروع تحقیقات و رسیدگی به موضوع، مقصر دانست و عملکرد نیروهای امنیتی اسرائیل در خصوص عملیات جستجو و نجات ۳ نوجوان یهودی را به عنوان شاهدی بر این تبعیض ذکر کرد.